# AJS (オートバイ)

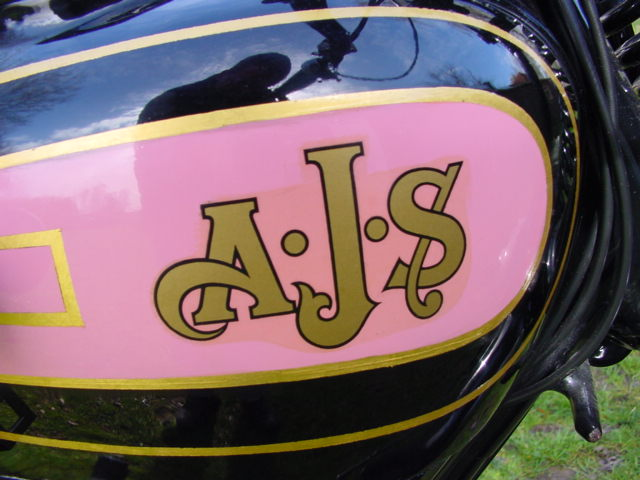
1929年モデル『M6 6』のAJSロゴ

AJSは、イギリス・ウルヴァーハンプトンに本拠を置いていたオートバイなどの製造会社（メーカー）A. J. Stevens & Co. Ltdおよび同社が1909年から1931年にかけて製造していたオートバイや自動車のブランド。レース界において117の記録を持つ老舗のブランドは、その後売却されてAMC(en)傘下のマチレス、そしてノートン‐ビリヤーズ(en)が製造する4ストロークオートバイに引き継がれたが、これも1969年には一度潰えた。しかし、1974年に小排気量2ストロークモデルの名として復活を果たした。

## 歴史

### 創業
1897年にジョー・スティーブンスは初めてエンジンを組み上げた。3年後の1900年には排気量125ccのエンジン製造に踏み切り、他のオートバイ会社に供給し始めた。ジョーは会社Stevens Screw Companyを設立し、1905年にはJAP（イギリス人J.A.プレストウイッチ(en)のイニシャルから取られた）式V型二気筒エンジン製作に乗り出した。当時、この会社にはジョーの9人の息子のうち、ハリー、ジョージ、アルバート・ジョン（ジャック）およびジョー（父と同名）の4人が働き、1903年までには車体を含めたオートバイの一貫生産を行なうようになっていた。
1909年、A J Stevens & Co （略称AJS）が設立され、オートバイの自社製造販売業に進出した。この社名と新設されたブランド「AJS」は、兄弟のアルバート・ジョン・スティーブンスのイニシャルから取られている。何故彼の名を冠したかという理由については、アルバートが唯一洗礼名を持っていたからだと言われている。AJSが1911年に発売したモデル第一号は、排気量292ccサイドバルブエンジンと二段変則機構を備えたもので、この車種でマン島ジュニアTTレースにエントリーしたAJSは15位に入った。社名はデザインを担当するアルバートの名を取ったが、実質的に会社は兄弟の共同経営だった。1926年当時の役割を例に挙げれば、ハリーはエンジニアリングを、ジョージは営業統括を、ジョーは製造技術をそれぞれ担当していた。1914年までにAJSは350cc四段変速・チェーン駆動のオートバイを開発し、これは同年のマン島ジュニアTTレースで1・2・3・4・6位を占める活躍を見せた。

### 第一次世界大戦とその後
1916年11月3日、第一次世界大戦勃発により、イギリスの軍需品調達を担当する省庁(en)は、軍事目的以外のオートバイ製造を禁止した。しかし1917年、ロシアから軍用オートバイ融通の要請を受けたイギリス軍はAJSに製造の一部を委託した。このため、1919年1月に軍が製造規制を解除するまでの期間も、AJSはオートバイの製造を継続することができた。
戦後の1920年、内拡式ドラムブレーキとチェーン式プライマリー駆動をそれぞれ導入し、再開されたマン島ジュニアTTでシリル・ウィリアムズが運転するAJSはレースを制し、翌年にはトップ3を独占した。セニアTTでもハワード・R・デービス(en)が350ccマシンで優勝した。これは排気量500ccまでとレギュレーションで定められたセニアTTを350ccマシンで初めて制した例となった。1922年にはマン島生まれのトム・シェアードがAJSを駆ってジュニアTTを制し、同じくG・グリントンが2位に入った。この他にもAJSは800ccVツインを搭載する車種も製造していた。

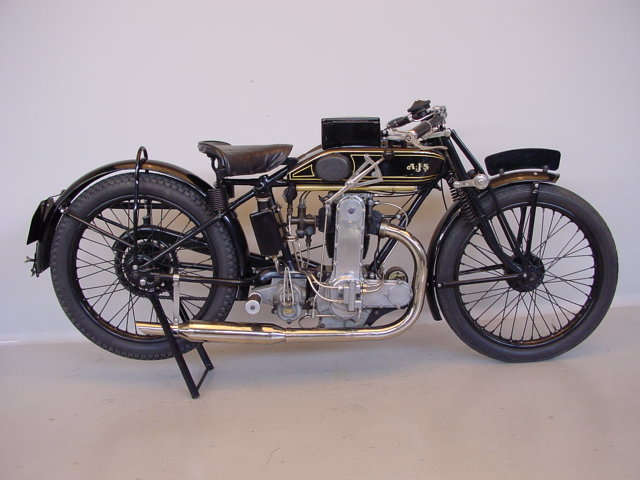
AJS 『K7』、1928年

1928年、AJSは二種類のOHC型新エンジン、349ccの『K7』・498ccの『K10』を発表した。これらを搭載したオートバイは翌年それぞれ『M7』『M10』として発売された。1929年のジュニアTTでウォル・L・ハンドリー(en)が駆るAJSは2位に入り、1930年には250ccの排気量で争われるライトウェイトTTレースでジミー・ガスリー(en)が勝利を挙げた。
1931年、AJSはシャフト式プライマリー駆動の横置き496ccV型二気筒のツアラー『S3』を発売した。ただしこれは高い開発費が災いして売れ行きは芳しくなく、世界恐慌も影響してAJSに深刻な財政難をもたらしてしまった。

### 自動車・バスそして馬車の製造
二輪車で有名なAJSは1923年に自動車製造に挑戦し、ヘンリー・メドウズ(en)製エンジンを用いて試作車を作ったが、これは量産されなかった。ただし車体の製造には乗り出してクライノー社用の受託製造を請け負っていた。ところが同社は1929年に倒産してしまい、その後AJSは自ら自動車製造に乗り出した。コヴェントリー・クライマックス1018 cc 24 bhpエンジンの供給を受け、三段変速を備えた『Nine』が1929年に発売された。2シートで210ポンド、布製車体のサルーンカーで320ポンドと非常に高価だった『Nine』は約3,300台製造された。
AJSはまた、バスや馬車の製造も手掛けた。最初に製造されたバスはヘンリー・メドウス製エンジンを、その後はコヴェントリー・クライマックス製L6などの供給を受けていた。バスの生産台数は通算で200台を越えた。

### 破産
1931年、財政が悪化したA. J. Stevens社は破産。オートバイ関連の資産はコリアー兄弟がロンドンに所有していたマチレス社へ、自動車関連はクロスレー・モータース(en)にそれぞれ渡り、企業としてのAJSはその歴史を閉じ、以後はブランド名として存続することとなった。
1931年12月から1932年5月の間にかけてクロスレー・モータースは、例えば四段変速ギアボックスなどAJSの技術を用いた自動車を約300台製造した。また、1500ccの自動車が企画されたが、これは1932年の英国国際モーターショーに出展されただけで具体化とはならなかった。オートバイの製造拠点はロンドンのプラムステッド(en)に移された。1938年にコリアー兄弟はAMCを設立し、マチレスとAJSを二枚看板として子会社化した。以後、AJSブランドはマチレスとモデルを共有し、異なるブランドで販売する体制が採られた。

## スティーブンス・モーターサイクル
AJSを手放したスティーブンス兄弟たちは、再びメーカーとして返り咲く挑戦を始め、Stevens Brothers (Wolverhampton) Ltdを設立した。彼らは1934年からオートバイの、続けて配送用三輪自動車の製造を始めたが、AJSブランドを冠させることは叶わなかった。三輪自動車は1936年まで、オートバイは1938年まで製造を続けたが、どちらも継続されることはなかった。後にこの会社は普通のエンジニアリング企業に業態を転換して、ジャック・スティーブンスも1956年までは同社に勤めていたが、その後はネジ製造会社に業種を転換し、これも1992年に閉鎖された。

## AMC傘下でのAJS

### レース界での活躍と衰退
AMCでAJSブランドは本流（"bread and butter"）扱いをされていた。その一方でコリアー兄弟はAJSが為したレース界における数々の栄光を大切な遺産だと尊重した。こうして、AJSの名称はレース用マシンの名としても残り、革新的な機構をもたらし続けた。量産こそされなかったが、1935年のオリンピアショーでは空冷50度V4SOHCエンジンが展示された。1936年、マン島シニアTTにはスーパーチャージャー搭載のレース仕様車が投入された。これは高い馬力を誇ったが、レースでは加速に劣り、芳しい結果には繋がらなかった。
1939年、水冷495ccドライサンプ式エンジンオイル潤滑方式を採用したスーパーチャージャー搭載エンジンを積んだ、車重184kgの『V4』が満を持して投入され、当時レース界を席巻していたBMWと激しくしのぎを削り合った。同年のアルスターGPではラップ平均速度100mph越を記録した。最高速度135mphを誇った『V4』は将来の活躍を期待されたが、同年第二次世界大戦が勃発した。

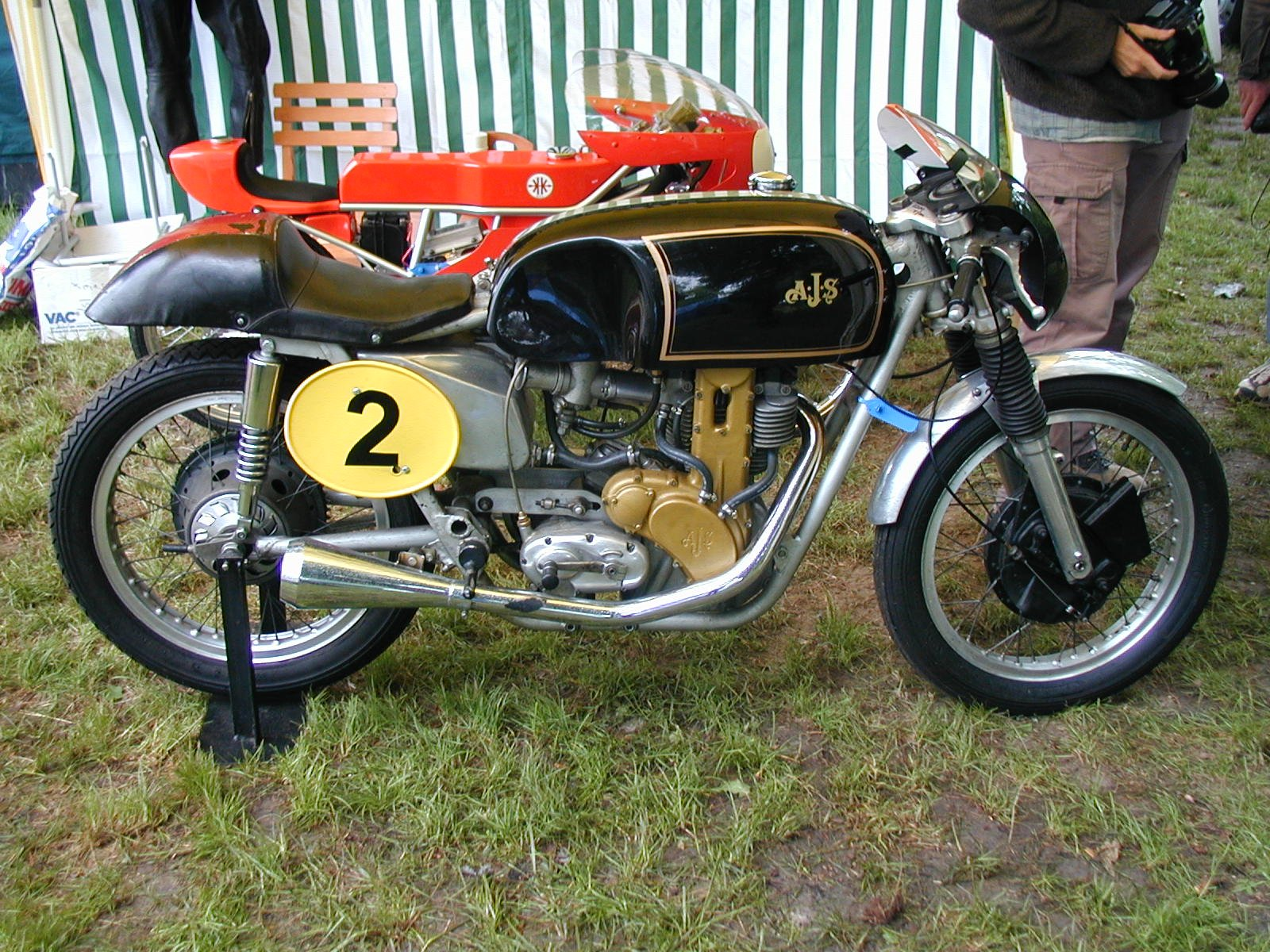
1950年代の AJSブランドモデル『7R』

戦争が終結し再びレースが開催されるようになると、AJSは前傾並列二気筒500ccエンジン搭載の『Porcupine』、OHC単気筒350ccで32bhpを発揮する『7R』を投入した。これらはAMCのマチレスブランドから発売された『G50』（『7R』と同形式を500ccまで高めたエンジンを搭載、1951年まで製造された）『G45』（500cc垂直二気筒エンジンを搭載）と兄弟車に当たる。シリンダーヘッドの冷却フィン形状から「ハリネズミ」の名がつけられた『Porcupine』は本来スーパーチャージャーを搭載する前提で設計されていたが、戦後のレースではスーパーチャージャーは禁止されてしまった。AJSに乗ってレースに出場したレスリー・グラハムは、『Porcupine』から過給機を取り外した『E90』を駆って、1949年のロードレース世界選手権第1回500ccクラス初代チャンピオンに輝いた。
1951年には開発担当のIke Hatchが、ボア×ストロークを75.5mm×78mmとした350cc『7R』の3バルブ形に当たる『7R3』を開発した。これは、多気筒エンジンを擁するイタリア車と伍するためにライダーからもたらされた要請に応じたものだった。この車種はそこそこの戦闘力を発揮したが、チャンピオンを獲得するには至らなかった。しかし1954年にチームのマネージャーだったジャック・ウィリアムズがエンジンマウント位置を変更して重心を下げ、また馬力を40bhp/7800rpmまで高める改造を施した。ファクトリースペシャルと呼べるこのマシンは1台のみが正式に製造され、もう1台はスペア部品を寄せ集めて組み上げられたものだったが、ロードレース世界選手権350ccクラス第1戦フランスGPと第2戦マン島TTを制した。しかし、年間チャンピオン獲得には至らず、また開発担当のIke Hatch が亡くなっ}たことも影響し、AMCはこの年限りでレースから撤退する方針を固めた。なお、同様に他国のメーカーと比較して競争力を発揮出来ていなかったノートンもAJSと同じくレース界から身を引いた。ただしAJSは2バルブ『7R』の量産は継続し、プライベーターへの提供は続けられた。

### モデル33
AMCは市販車『G12』を発展させつつ、新設計の部品をふんだんに投入した『G15』シリーズを世に送り出した。これは、3つのブランド名を冠して発売され、AJSとしては『モデル33』として販売され、『M33Mk2』『M33CS』『M33CSR』へと引き継がれた。これらは『G15』シリーズは1963年から噂では1969年まで製造された。

## AJSのその後
1960年代末のイギリス・オートバイ産業は、日本車との激しい競争に晒され、斜陽を迎えていた。AJSのブランドは、1966年のAMC倒産と共にノートン・ビリヤーズに所有され、同社のオフロード用2ストローク車種『AJS Stormer』のブランドとして使用された。1968年末、プラムステッド(en) Burrage Groveの工房が、グレーター・ロンドン・カウンシルからの強い要請を受けてAJSのオートバイを製作した。これは、エンジンをウルヴァーハンプトンから、フレームをマンチェスターから仕入れて組まれた完成車だった。また、この工房では同じ時期に『G15』の1969年型がサンプル製造されたとも言われているが販売には至っていない。工房は1969年7月に閉鎖され、結局AJSのロゴがあしらわれた最後の4ストローク車種は『モデル33』となった。
1974年9月、AJSの権利はフラフ・ブラウンが買い取り、生産拠点をハンプシャーのアンドーヴァー(en)近郊にあるGoodworth Clatfordに移して生産が再開された。現在でも、250ccまでの小排気量車種や『AJS Stormer』ブランドのオフロード車の生産が続けられている。